# BEC Recordings
BEC Recordings (BEC) − amerykańska wytwórnia płytowa zajmująca się promocją muzyki z gatunku rocka chrześcijańskiego, marka wydawnicza wytwórni Tooth & Nail Records.
Powstała w 1997 firma, współpracująca z EMI Christian Music Group, wydaje muzykę twórców zaliczanych do grupy dojrzalszego brzmienia (ang. more adult sound), niż tych którzy uważani są za przedstawicieli rocka alternatywnego. Wśród związanych z BEC artystów są lub byli: Kutless, KJ-52, Jeremy Camp i Hawk Nelson.

## Artyści i zespoły współpracujący

### Obecni
Obecnie z BEC Recordings współpracują:

- Aaron Gillespie
- Adam Cappa
- All Things New
- Among the Thirsty
- Citizens
- Dustin Kensrue
- Ghost Ship
- Jeremy Camp
- Kutless
- Manafest
- The Museum
- The O.C. Supertones
- Rapture Ruckus
- Shine Bright Baby
- Shuree
- 7eventh Time Down

### Byli
Z BEC Recordings współpracowali:

- Ace Troubleshooter (rozwiązana, członkowie w Relient K i w My Red Hot Nightmare)
- Adie (czasowo działalność zawieszona)
- An Epic, No Less
- Bebo Norman
- Benjiman
- BK & Associates
- Bon Voyage
- Freddie Bruno (obecnie w grupie Deepspace 5)
- Ray Buchanan
- Cadet (rozwiązana)
- The Company (rozwiązana)
- The Cross Movement (rozwiązana, muzycy tworzą solo)
- Deepspace5
- The Dingees
- The Echoing Green
- Everman (rozwiązana)
- Falling Up
- Flight 180 (rozwiązana)
- Fold Zandura (czasowo działalność zawieszona)
- The Glorious Unseen
- Grand Incredible
- Hangnail (rozwiązana)
- Hawk Nelson
- iLL Harmonics (rozwiązana, muzycy tworzą solo)
- Jaymes Reunion
- KJ-52
- Jessa Anderson
- Joy Electric
- Jurny Big
- Jadon Lavik
- Lost Dogs
- LPG
- Mainstay (czasowo działalność zawieszona)
- Mars Ill
- Sarah Masen
- MG! the Visionary (rozwiązana)
- New Breed
- Peace 586 (Active)
- Peace of Mind (czasowo działalność zawieszona)
- Pep Squad (rozwiązana)
- Phillip LaRue
- Pivitplex
- Plankeye (rozwiązana)
- Project 86
- Propaganda
- Raphi
- .rod laver (rozwiązana)
- Seven Places (rozwiązana; członkowie w Kutless)
- Sev Statik
- Seventh Day Slumber
- Soul Purpose (rozwiązana)
- Smalltown Poets (czasowo działalność zawieszona)
- Ryan Stevenson
- Sup the Chemist
- Chris Taylor
- Telecast (rozwiązana)
- Tunnel Rats (czasowo działalność zawieszona)
- Ultrabeat
- Underground Rise (rozwiązana)
- Value Pac (rozwiązana)
- Adam Watts
- Josh White
- Sherri Youngward